# 身體虐待
身体虐待（英語：Physical abuse）是指藉由身体接触來对另一个人或动物造成伤害或创伤的任何故意行为。在大多数情况下，儿童是身体虐待的受害者，但成年人也可能成为受害者，如家庭暴力或工作场所剝削。有时使用的替代术语包括身体攻击或身体暴力，也可能包括性虐待。身体虐待可能涉及一名以上的施虐者和一名以上的受害者。

## 形式
身体虐待是指造成伤害，创伤或其他身体痛苦或身体伤害的任何非意外举动或行为。对儿童的虐待行为通常可能是由于父母藉由过度的体罚来建立家庭教育。